# Thay thế tiền tệ
Thay thế tiền tệ là hiện tượng sử dụng song song hoặc thay thế một loại ngoại tệ cho nội tệ. Quá trình này còn được gọi là đô la hóa hoặc đồng euro hóa khi ngoại tệ là một trong các loại tiền tệ như đồng đô la hoặc đồng euro.
Quá trình thay thế tiền tệ có thể là thay thế hoàn toàn hoặc thay thế một phần. Thay thế tiền tệ hoàn toàn có thể xảy ra sau một cuộc khủng hoảng kinh tế lớn, như ở Ecuador, El Salvador và Zimbabwe. Một số nền kinh tế nhỏ, những quốc gia mà không thể duy trì đồng tiền độc lập, thì sử dụng tiền tệ của các nước lớn bên, ví dụ như Liechtenstein sử dụng đồng franc của Thụy Sĩ.
Thay thế tiền tệ một phần xảy ra khi cư dân của một quốc gia chọn nắm giữ một phần đáng kể tài sản tài chính của họ bằng ngoại tệ. Thay thế tiền tệ một phần cũng có thể xảy ra như một sự chuyển đổi dần dần sang thay thế tiền tệ hoàn toàn, ví dụ như Argentina và Peru đều trong quá trình chuyển đổi sang đô la Mỹ vào những năm 1990.